# تشونسي فوروارد
تشونسي فوروارد (بالإنجليزية: Chauncey Forward) (و. 1793 – 1839 م)هو سياسي، ومحامي من الولايات المتحدة الأمريكية .
وهو عضو في الحزب الديمقراطي الأمريكي .